# Blommersia grandisonae
Espèce
Synonymes
- Mantidactylus grandisonae Guibé, 1974

Statut de conservation UICN

 LC  : Préoccupation mineure
Blommersia grandisonae est une espèce d'amphibiens de la famille des Mantellidae.

## Répartition

Aire de répartition de Blommersia grandisonae.

Cette espèce est endémique de Madagascar. Elle se rencontre de 200 à 1 000 m d'altitude du mont Marojejy jusqu'au parc national d'Andohahela.

## Étymologie
Cette espèce est nommée en l'honneur d'Alice Georgie Cruickshank Grandison.

## Publication originale
- Guibé, 1974 : Batraciens nouveaux de Madagascar. Bulletin du Museum National d'Histoire Naturelle, sér. 3, Zoologie, vol. 171, p. 1169-1192 (texte intégral).